# Paradise Kiss
Paradise Kiss (パラダイス・キス Paradaisu Kisu?) es un manga escrito e ilustrado por Ai Yazawa, publicado en la revista  de moda japonesa Zipper. Fue adaptado a una serie de anime de 12 episodios producida por el estudio Madhouse, dirigida por Osamu Kobayashi; el anime fue emitido desde octubre hasta diciembre de 2005 por Fuji Television. Fox International junto con la compañía productora IMJ lanzaron una película de acción real basada en Paradisse Kiss; fue proyectada en cines japoneses en junio de 2011.

## Argumento
Yukari Hasayaka es una joven de 18 años que se dirige a sus clases intensivas para empezar la universidad, cuando un chico rubio vestido de forma extraña (Arashi) le grita e intenta detenerla. Yukari huye asustada, pensando que quiere hacerle daño y en su carrera choca sin querer con una joven muy alta que parece ser amiga de Arashi. La joven, llamada Isabella, la detiene definitivamente y entonces Yukari se desmaya del susto.
Cuando Yukari despierta está en el Atelier, al cuidado de Miwako, una chica muy pequeña de cabello rosado. Le explican entonces que están buscando una modelo para un desfile en el instituto de artes Yazawa, donde estudian. Yukari se niega de forma grosera, aduciendo que tiene que preparar sus exámenes y que no puede perder el tiempo. Esto provoca el enfado de Arashi, quien le recrimina que opine de forma tan despectiva acerca de lo que hacen ellos. Yukari sale corriendo del Atelier y Miwako corre detrás de ella, intentando detenerla al grito de "¡Caroline!" (no sabe su verdadero nombre), lo que provoca que Yukari tropiece y deje caer su cartilla de estudiante, la cual es recogida por Miwako. Arashi cree que si esa chica quiere de vuelta su cartilla deberá volver por ella, pero entonces aparece George (Jouji Koizumi), quien decide devolvérsela él mismo, para lo cual acude a esperarla al día siguiente a la salida del instituto. Sin saber muy bien cómo, Yukari se ve de pronto llevada hasta el instituto de artes Yazawa, donde George le pide a un profesor (Seiji Kirasagi) que le corte el pelo a Yukari. Una vez hecho esto, la lleva al Atelier, donde Yukari le reclama la cartilla, que George le devuelve después de convencerla de que se pruebe un vestido. Miwako la lleva al baño para que no se tenga que cambiar delante de los chicos.
Mientras se viste Miwako le cuenta lo que hacen dentro del local. Le explica que se reúnen para coser vestidos bajo la marca Paradise Kiss que ellos mismos han creado. George realiza los diseños, Isabella crea los patrones y Miwako y Arashi cosen. También le explica en qué consiste el concurso que tienen que realizar y para el cual la quieren como modelo.
Al salir, ya vestida con un vestido de ParaKiss, como ellos llaman cariñosamente a la marca, todos quedan muy impresionados. Yukari, que no lo está menos después de lo que le ha contado Miwako, les pide disculpas por haber sido tan grosera el día anterior sin molestarse en comprender realmente lo que hacían. Miwako obliga a Arashi a disculparse a su vez. Los miembros de ParaKiss están de acuerdo en que Yukari debería ser su modelo, y George le da tres días para decidirse.
Yukari compara su vida con la de los chicos de Paradise Kiss y empieza a dudar del rumbo que está tomando, sobre qué es lo que realmente quiere ser y si debería continuar unos estudios complicados para los cuales ha sido predestinada por el ambiente en el que creció. Este es el dilema con el cual empieza Paradise Kiss. 
Al ir avanzando el argumento, Yukari decide ayudarles con su desfile y con Paradise Kiss, además de dejar los estudios. A raíz de los problemas familiares que esto ocasionó, Yukari abandona su casa, y a pesar de que George y Miwako le ofrecen sus casas para que se quede, ella finalmente acepta la invitación de Arashi de ocupar su apartamento mientras él pasa un tiempo en casa de sus padres, que es el único que hace de voz de la razón (eternamente ignorada por ellos, de paso). No obstante, a raíz del comienzo de su relación con George, se traslada durante unos días a casa de éste, hasta que, recibida una oferta de trabajar como modelo, vuelve a casa, pero esta vez decidida a hacer que su madre la escuche y la deje seguir su propio camino.
A lo largo de la historia Yukari se verá envuelta en una serie de conflictos internos sobre su futuro, su carácter y su actitud además de su extraña relación amorosa con George, al mismo tiempo que irá conociendo más a estos personajes, sus dudas, sus temores y sus pasados.

## Temática
A pesar de que en Paradise Kiss el romance esté fuertemente presente a lo largo de la serie, no deja de encontrarse diferentes temas que marcan el rumbo de los acontecimientos ocurridos en el manga/anime. La columna vertebral de la obra es la moda, con sus tendencias y vanguardias, así como también el rol de los diseñadores y modelos en esa industria, tanto japonesa como a nivel mundial. Las dificultades que experimentan los diseñadores emergentes e independientes para hacerse camino, como en el caso de Kaori quien tuvo que trabajar arduamente, dejando de lado satisfacciones personales y hasta renunciando a su tierra para poder viajar al extranjero para crecer profesionalmente.
El prejuicio social hacia ciertas carreras o vocaciones. Un claro ejemplo, la madre de Yukari lucha incansablemente contra el deseo de su hija de incursionar en los desfiles de moda o relacionarse en ámbitos no tan académicos.
Otro punto que destaca, sobre todo en el manga, es la crítica hacia el sistema tradicional de enseñanza japonés. El Colegio de Bellas Artes Yazawa Gakuin al cual asisten los cuatro protagonistas diseñadores, constituye la crítica de la autora hacia la sociedad japonesa y al ideal tradicional de educación, al mostrarse como la antítesis de lo que normalmente se consideraría correcto en un instituto. En Yazawa Gakuin, los profesores mantienen una relación más cercana con sus alumnos ocupando el papel de «mentores antes que policías», y es un lugar donde se estimula la creatividad por medios no ortodoxos. Esto contrasta notablemente con el Instituto de enseñanza privado Seiei, tradicional y estricto, al que asisten Yukari y Tokumori.

## Personajes

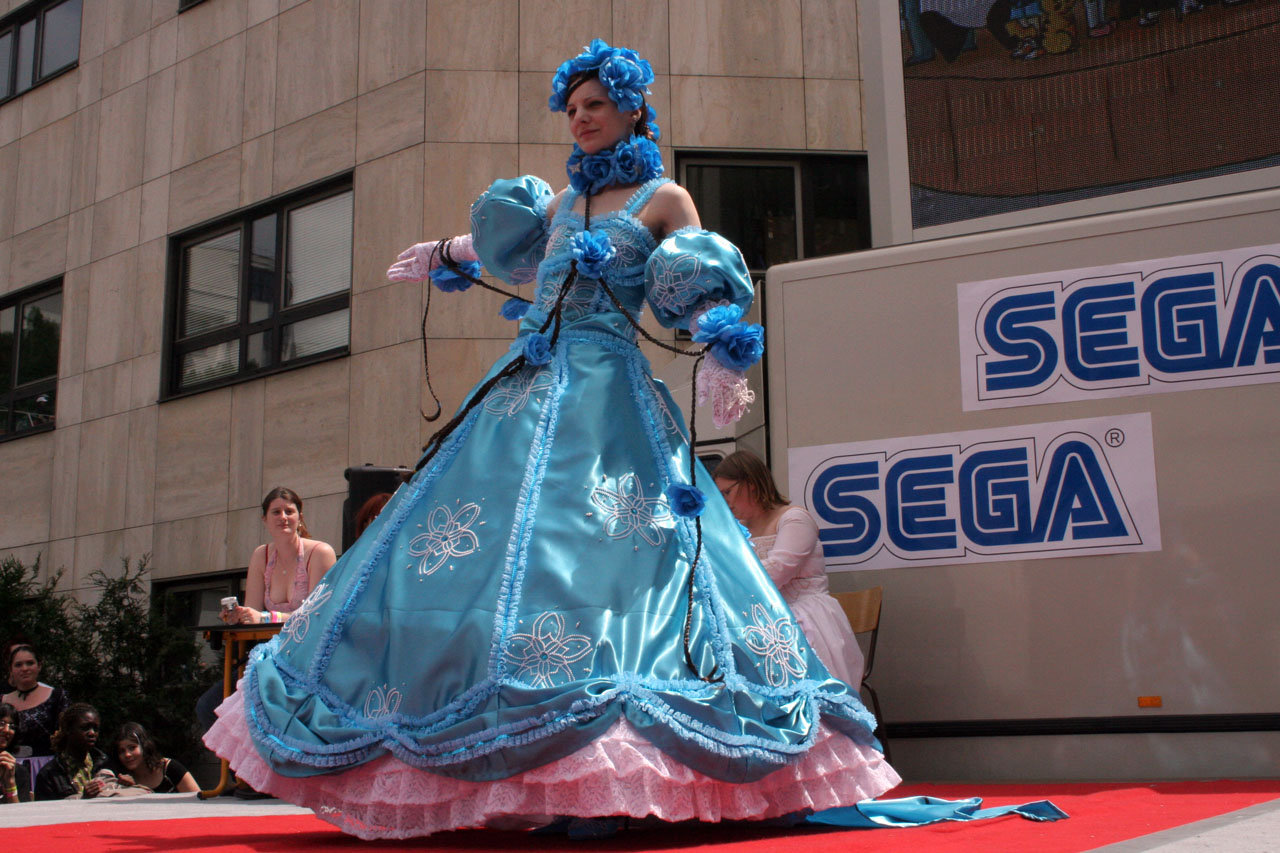
Cosplayer de Yukari

Yukari "Caroline" Hayasaka (早坂紫 Hayasaka Yukari?)
Voz por: Yu Yamada, Julie Ann Taylor (inglés)
También llamada por su apodo Caroline o Carrie, al comienzo se demuestra como una chica fría, que sólo se interesa por sus estudios porque cree que es lo que debe hacer para no decepcionar a su familia, en especial a su madre, debido a que cuando era pequeña no aprobó el examen de admisión a una prestigiosa escuela (cosa que su hermano menor si), desde entonces dedicó su vida al estudio. Está enamorada en secreto de Hiroyuki Tokumori, amigo de la infancia de Miwako y Arashi. Decidió unirse al equipo de ParaKiss para darle un significado a su vida y buscar si en verdad tenía un talento. George intenta demostrarle que puede cambiar, que puede dejar de ser manipulada por su madre y así descubre lo que realmente le gusta, modelar. Al ver que su madre no acepta sus decisiones, se escapa de casa. Tanto George como Miwako le ofrecen alojamiento, pero finalmente se queda por un tiempo en el apartamento de Arashi. Después de acostarse con George se muda a casa de éste, y allí conoce a la madre de George, una exmodelo que vio su carrera truncada por el hecho de tener a George, y que vive siempre pendiente del padre de éste, y dependiendo también de su hijo para que la cuide. Yukari se ve demasiado reflejada en ella, y por eso decide volver a casa y conseguir que su madre la escuche. Finalmente, su madre acepta que se dedique al modelaje, a condición de que, al menos, acabe el instituto.
Jōji "George" Koizumi (小泉 譲二 Koizumi Jōji?)
Voz por: Kenji Hamada, Patrick Seitz (inglés)
George es mujeriego, ambicioso y serio, pero a veces se comporta de manera infantil. Su padre es jefe de una importante empresa y su madre es exmodelo y amante mantenida del padre de George. Vive en una casa lujosa y tiene todo lo que desea, siente la necesidad de hacerse famoso en el mundo de la moda, el diseño es lo único que le llena y lo demuestra. Es difícil saber si realmente quiere a Yukari, pues le gustan las mujeres que no se someten (como su antigua compañera y amor platónico Kaori Aso), pero al mismo tiempo intenta modelar a Yukari, convertirla en su tipo de mujer ideal. Más que sentir amor hacia Yukari, parece sentir que ella es su musa, pero difiere su comportamiento para con ella en el manga y el anime. Puede parecer a veces caprichoso y egoísta, pero tiene detalles que revelan que realmente se preocupa por sus amigos (por ejemplo, fue el primero en animar a Isabella a que fuese ella misma).
Miwako Sakurada (櫻田 実和子 Sakurada Miwako?)
Voz por: Marika Matsumoto, Melissa Fahn (inglés)
En apariencia alegre y despreocupada, realmente tiene una gran carga encima relacionada con Arashi y Hiroyuki. Gracias a ella, Yukari consigue su primer trabajo como modelo. Miwako vive con su hermana, su cuñado y su sobrina, aunque pasa muchas noches en casa de Arashi. Su hermana, Mikako Kôda, creadora de la marca Happy Berry, es la persona a la que más admira y su modelo a imitar. Ambas se parecen mucho en el carácter, en el físico (son bajitas y llevan colores de pelo estrafalarios) y en el estilo de ropa.
Arashi Nagase (永瀬嵐 Nagase Arashi?)
Voz por: Shunsuke Mizutani, Derek Stephen Prince (inglés)
Es el novio de Miwako, hijo de los personajes de Gokinjo Monogatari Risa Kanzaki y Takeshi Nagase. Conoce a Miwako desde la infancia, ya que, además de tener ambos la misma edad, la hermana de Miwako, Mikako, y la madre de Arashi, Risa, eran amigas. Lleva el pelo teñido de rubio, varios pírsines (el más llamativo es un imperdible) y parece tener un carácter irascible, aunque con Miwako puede ser de lo más tierno. Es celoso, hasta el punto de que le dice a Miwako que no vuelva a ver a Hiroyuki. Toca la guitarra en un grupo, al igual que su padre Takeshi, pero lo que le gusta es el mundo de la moda.
Isabella Yamamoto (山本 イサベラ Yamamoto Isabera?)
Voz por: Chiharu Suzuka, Mari Devon (inglés)
Es el personaje con el estilo más estrafalario, tanto por su vestimenta (vestidos de dama antigua), como por su maquillaje (siempre se maquilla una flor en el ojo). De pequeña nunca se sintió bien consigo misma, ya que a pesar de haber sido asignada con el género masculino al nacer, es una chica, y no podía actuar conforme a su género, hasta que un día George, el único que la había escuchado, le regaló un vestido hecho por él mismo (ahí empezó también el amor de George por diseñar y confeccionar) y la animó a mostrarse como realmente era. El nombre de nacimiento de Isabella, revelado por Arashi en el último tomo, es Daisuke Yamamoto.
Hiroyuki Tokumori (徳森 浩行 Tokumori Hiroyuki?)
Voz por: Noriyuki Uchino,  Johnny Yong Bosch (inglés)
Compañero de clase de Yukari. Es hijo de un personaje secundario de Gokinjo Monogatari. Durante su infancia vivió en el mismo edificio que Miwako, y luego se mudó. Es serio y equilibrado, en apariencia todo lo contrario a Arashi. Sin embargo, Miwako también estaba enamorada de él, y sufrió mucho al tener que elegir entre ambos y, además, dejar de ver a Hiro por los celos de Arashi. 
Aunque al principio Hiro sigue enamorado de Miwako, comienza a desarrollar sentimientos hacia Yukari, aunque ella no se da cuenta, y esto queda demostrado el día del show del tercer año. Gracias en parte a la mediación de Yukari, Hiro, Arashi y Miwako se reencuentran y vuelven a ser amigos.
Mikako Kouda ( Kouda Mikako?)
Voz por: Rumi Shishido
Hermana mayor de Miwako, protagonista de la serie Gokinjo Monogatari, dueña de su creada compañía de moda "Happy Berry" ("Baya Feliz"). Está casada con Tsutomu Yamaguchi, también de la serie anterior mencionada y tiene una hija llamada Alice Yamaguchi. Su rol en esta serie es darle un trabajo a Yukari como modelo suplente para una serie de fotos. También la ayuda en encontrarle una agencia de modelo con el nombre de Treetop, ya que Yukari se encuentra dispuesta a ser modelo, llevándola a conocer a la exmodelo Rozue Shimamoto, representante de la agencia.
Kaori Asō (麻生 香 Asō Kaori?)
Voz por: Miho Saiki, Dorothy Elias-Fahn (inglés)
Una estudiante egresada de la Escuela de Arte Yazawa que ahora estudia en el extranjero, en Londres. A ella le gusta George, pero sabe que él no es el tipo de hombre para hacer una mujer feliz.

## Lugares recurrentes

### El atelier
El sitio principal, en torno al cual suceden los acontecimientos narrados. El atelier es como George, Miwako, Isabella y Arashi llaman cariñosamente al su lugar de trabajo. Solo se accede al atelier atravesando un laberinto de calles internas, y descendiendo hasta lo que parece ser una entrada de un sótano; sobre la puerta se aprecia un cartel con la leyenda Paradise Kiss. Ya en el interior, las paredes están pintadas de rosa eléctrico con algunos motivos de mariposas. Originalmente, el lugar era un bar y pertenecía a un tío de George. Debido a problemas financieros, el negocio cerró y le permitió a su sobrino remodelarlo. Por ello, el atelier conserva parte de la infraestructura y amoblamiento original, como la barra de tragos y su cristalería, un baño, cocina y las mesas de pool. Al ser literalmente el taller donde trabajan los diseñadores y donde se confecciona toda la ropa, el lugar cuenta además con máquinas de coser y diversos elementos para corte y confección.

## Manga
El manga fue escrito e ilustrado por Ai Yazawa, los capítulos de Paradise Kiss fueron serializados en la revista de moda japonesa Zipper desde 1999 hasta el año 2003, fueron recopilados en 5 volúmenes. Tokyopop licenció el manga para una publicación en inglés para Estados Unidos, donde se serializó en la revista de manga Smile; tras la quiebra de la revista, la editorial Vertical, Inc. adquirió la licencia de publicación con planes de publicar una serie de 3 volúmenes con nuevas portadas y traducciones.
Madman Entertainment distribuye el manga en Australia y Nueva Zelandia; también ha sido licenciada en Francia por Kana, en Polonia por Waneko y en Rusia por Comics Factory. Fue licenciada por Editorial Ivrea en España, y en México por Panini Manga.

### Lista de volúmenes
| N.º | Título      | Fecha de lanzamiento   | ISBN original      |
| --- | ----------- | ---------------------- | ------------------ |
| 1   | «Volumen 1» | 7 de abril de 2000     | ISBN 4-396-76219-4 |
| 2   | «Volumen 2» | 30 de enero de 2001    | ISBN 4-396-76240-2 |
| 3   | «Volumen 3» | 5 de noviembre de 2001 | ISBN 4-396-76259-3 |
| 4   | «Volumen 4» | 5 de julio de 2002     | ISBN 4-396-76276-3 |
| 5   | «Volumen 5» | 29 de agosto de 2003   | ISBN 4-396-76308-5 |

## Anime
Producido por Madhouse, el anime comenzó su emisión el 10 de octubre de 2005. Entre los miembros del equipo de producción fueron el director Osamu Kobayashi, además de Nobuteru Yūki, encargado del diseño de personajes y director de animación de la secuencia de apertura de la serie. Fue emitida por las señales de la cadena Animax tanto en Japón como otros países asiáticos. El anime fue licenciadpo para Estados Unidos por Geneon Entertainment. Funimation obtuvo los derechos de manufactura, mercadeo, ventas y distribución de la serie. El tema de apertura es «Lonely in Gorgeous» interpretado por Tommy February6/Tomoko Kawase. El tema de cierre es la canción «Do You Want To» de la banda escocesa Franz Ferdinand.

### Lista de episodios
| #  | Título                           | Estreno                 |
| -- | -------------------------------- | ----------------------- |
| 1  | «Atelier» (アトリエ)             | 13 de octubre de 2005   |
| 2  | «Iluminación» (イルミネーション) | 20 de octubre de 2005   |
| 3  | «Beso»                           | 27 de octubre de 2005   |
| 4  | «George» (ジョージ)              | 3 de noviembre de 2005  |
| 5  | «Madre»                          | 10 de noviembre de 2005 |
| 6  | «Mundo Nuevo»                    | 17 de noviembre de 2005 |
| 7  | «Mariposa»                       | 24 de noviembre de 2005 |
| 8  | «Tokumori» «Tokumori» (徳森)     | 1 de diciembre de 2005  |
| 9  | «Diseñador» (デザイナー)         | 8 de diciembre de 2005  |
| 10 | «Rosa» «bara» (薔薇)             | 15 de diciembre de 2005 |
| 11 | «Escenario» (ステージ)           | 22 de diciembre de 2005 |
| 12 | «Futuro»                         | 29 de diciembre de 2005 |